# سیهوئلا
سیهوئلا (به اسپانیایی: Cihuela) یک دهستان در اسپانیا است که در سریا واقع شده‌است.

## خصوصیات
سیهوئلا ۳۴ کیلومترمربع مساحت و ۸۲ نفر جمعیت دارد.